# Zielone maleństwa
Artykuł ten został zgłoszony do umieszczenia na stronie głównej w rubryce „Czy wiesz”.
Pomóż nam go sprawdzić: oceń zgłoszoną nominację.
Zielone maleństwa (duń. De smaa Grønne, współ. duń. De små grønne) – baśń literacka autorstwa Hansa Christiana Andersena, wydana po raz pierwszy w Kopenhadze w grudniu 1867 roku.

## Publikacja
Andersenowska baśń literacka Zielone maleństwa została po raz pierwszy opublikowana w grudniu 1867 roku w Kopenhadze przez wydawnictwo C.A. Reitzel w antologii Nowe utwory. Opowiadania i wiersze pisarzy duńskich (duń. Nye Digtninger. Fortællinger og Digte af danske Forfattere). Zbiór zredagował poeta Christian Winther. W katalogu dzieł Hansa Christiana Andersena autorstwa B.F. Nielsena baśń opatrzona jest numerem 964. Utwór został wznowiony za życia pisarza w grudniu 1871 roku w zbiorze Eventyr og Historier. Fjerde Bind. 1871. Autorem ilustracji do tego wydania był Lorenz Frølich.

## Polskie przekłady
Pierwsze tłumaczenie Zielonych maleństw na język polski autorstwa Stefanii Beylin ukazało się w antologii baśni w 1931 roku. W wydaniu z 1956 tytuł został zmieniony na Zielone istotki. Drugie tłumaczenie, bezpośrednio z języka duńskiego, autorstwa Bogusławy Sochańskiej, ukazało się w 2006 roku w trzytomowym zbiorze Baśnie i opowieści opublikowanym przez poznańskie wydawnictwo Media Rodzina.

## Motywy literackie
Andersen uczynił bohaterem baśni literackiej mszycę. Owad opowiada o bytowaniu na krzewie róży i relacjach z mrówkami. Człowiek zwalcza mszyce mydlinami.
Nawiązaniem do biblijnej Księgi Rodzaju jest użycie stwierdzenia, że mszyce jak ludzie posiadają dar płodzenia i rozmnażania.
W baśni jest też mowa o puszczaniu baniek mydlanych. Pojawia się postać starszej kobiety opowiadającej baśnie lub występującej w baśniach (duń. Eventyrmo’er).